# Anton Hain Verlag
Der Anton Hain Verlag war ein deutscher Verlag.

## Geschichte
Der Verlag wurde 1946 von Anton Hain in Meisenheim am Glan – damals in der Französischen Besatzungszone gelegen – unter dem Namen Westkulturverlag Anton Hain als ein Einzelunternehmen gegründet. 1955 folgte die Umwandlung in eine Kommanditgesellschaft (KG) unter der Firmierung Verlag Anton Hain KG. Die Gesellschafter waren der Verlagsbuchhändler Dieter Hain (1927 geborener in Krefeld Sohn des Gründers), Franz Löffelholz und Michael Aloys Schillo. 1978 wandelten die Gesellschafter die KG in die  Rechtsform einer GmbH um und schlossen sich sodann mit dem Athenäum Verlag zusammen. Geschäftsführer wurde Axel Rütters. Beim Konkurs des Athenäum Verlages im Jahr 1982 musste der Anton Hain Verlag ebenfalls liquidiert werden.

## Programm
Der Schwerpunkt des Programms lag von Anbeginn auf den Gebieten der Philosophie, Wirtschaftswissenschaft, Psychologie, Politik, Soziologie, Literaturwissenschaft und Sprachwissenschaft. Der Philosoph Georgi Schischkoff war für den Verlag als Herausgeber der Monographien zur philosophischen Forschung tätig.

## Titel (Auswahl)

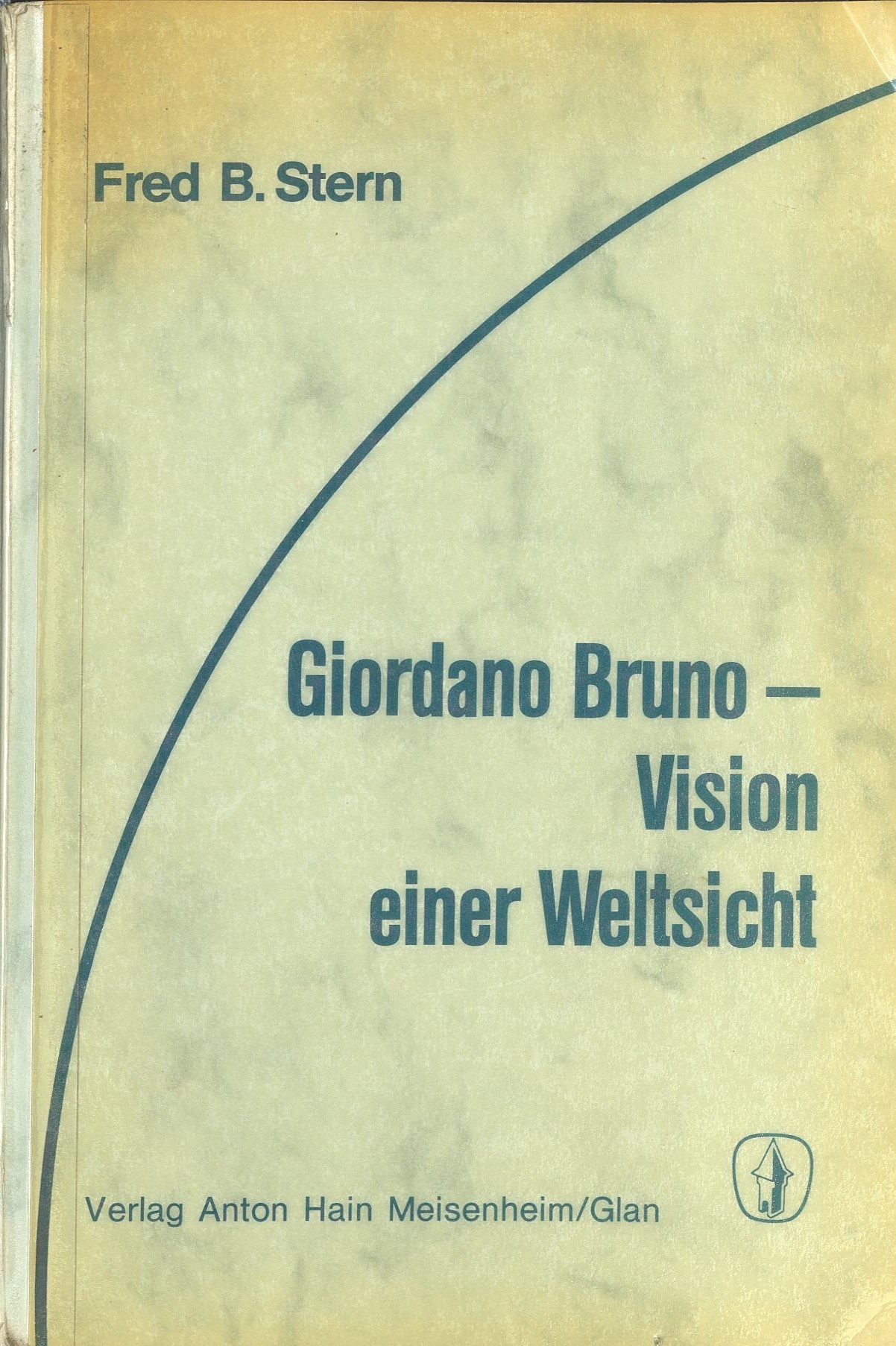
Fred B. Stern (1977)

- 1948: Hans Mayer: Karl Marx und das Elend des Geistes. Studien zur neuen deutschen Ideologie.
- 1949: Wilhelm O. Hess: Afrika. Ein Kontinent spricht
- 1951: Oskar Becker: Einführung in die Logistik, vorzüglich in den Modalkalkül.
- 1954: Friedrich Kaulbach: Philosophische Grundlegung zu einer wissenschaftlichen Symbolik.
- 1964: Friedrich-Wilhelm von Herrmann: Die Selbstinterpretation Martin Heideggers.
- 1977: Arnold Blumer: Das dokumentarische Theater der sechziger Jahre in der Bundesrepublik Deutschland. ISBN 3-445-01513-9.
- 1979: Heino Kaack: Die F.D.P. Grundriß und Materialien zu Geschichte, Struktur und Programmatik. 3., aktualisierte und erweiterte Auflage. Anton Hain Verlag, Meisenheim am Glan 1979, ISBN 3-445-01932-0
- 1990: Reimar Oltmanns: Frauen an die Macht – Marie Schlei, Renate Schmidt, Irmgrad Adam-Schwaetzer, Rita Süssmuth, Antje Vollmer – Protokolle einer Aufbruchsära. ISBN 3-445-08551-X